# Plastic Hearts
Plastic Hearts  là album phòng thu thứ bảy của ca sĩ người Mỹ Miley Cyrus, phát hành ngày 27 tháng 11 năm 2020 bởi RCA Records. Đây là album thứ ba và cũng là cuối cùng của Cyrus với hãng đĩa, trước khi cô ký hợp đồng thu âm với Columbia Records vào đầu năm 2021. Sau khi theo đuổi những âm hưởng của nhạc đồng quê trong album phòng thu trước Younger Now (2017) nhưng không mấy khả quan về mặt thành tích lẫn chuyên môn, nữ ca sĩ lên kế hoạch ra mắt ba đĩa mở rộng gồm She Is Coming, She Is Here và She Is Everything, trước khi kết hợp lại thành một album hoàn chỉnh She Is Miley Cyrus,  tuy nhiên kế hoạch đã không thể hoàn thiện. Sau đó, Cyrus được truyền cảm hứng từ Britney Spears và Metallica để tạo nên một bản thu âm rock, pop, synth-pop và glam rock, kết hợp một số đặc trưng từ nhạc đồng quê, punk rock, new wave, arena rock, industrial, disco và power pop.
Plastic Hearts phần lớn được sản xuất bởi Andrew Watt và Louis Bell, bên cạnh sự tham gia hợp tác của Mark Ronson và Andrew Wyatt, với nội dung lời bài hát chủ yếu đề cập đến những trải nghiệm lúc bấy giờ của Cyrus khi phải đối mặt với cuộc ly hôn với Liam Hemsworth. Ngoài ra, album còn có sự tham gia góp giọng của Dua Lipa, Billy Idol, Joan Jett và Stevie Nicks. Sau khi phát hành, Plastic Hearts nhận được nhiều phản ứng tích cực từ các nhà phê bình âm nhạc, trong đó họ đánh giá cao việc chuyển hướng sang phong cách rock đầy uyển chuyển của Cyrus. Album cũng gặt hái nhiều thành công về mặt thương mại, đứng đầu bảng xếp hạng ở Canada và lọt vào top 5 ở những thị trường khác, như Úc, Ireland, New Zealand, Thụy Sĩ và Vương quốc Anh. Tại Hoa Kỳ, Plastic Hearts ra mắt ở vị trí thứ hai trên bảng xếp hạng Billboard 200, trở thành album thứ chín của cô vươn đến top 5 tại đây.
Ba đĩa đơn đã được phát hành từ Plastic Hearts. Đĩa đơn đầu tiên "Midnight Sky" lọt vào top 10 trên các bảng xếp hạng ở hơn 15 quốc gia, và là đĩa đơn top 20 thứ 15 của Cyrus trên bảng xếp hạng Billboard Hot 100. Hai đĩa đơn còn lại "Prisoner" và "Angels like You", chỉ gặt hái những thành công ít ỏi. Kể từ khi phát hành, Plastic Hearts đã lọt vào danh sách những album xuất sắc nhất năm 2020 bởi nhiều tạp chí và ấn phẩm âm nhạc, như NME, People và Rolling Stone, cũng như giúp Cyrus được nhìn nhận là một trong những nghệ sĩ đi đầu trong trào lưu hồi sinh về mặt thương mại của nhạc rock trong năm 2020–2021. Để quảng bá album, nữ ca sĩ bắt tay thực hiện chuyến lưu diễn ngắn hạn Attention Tour với những đêm diễn tại các lễ hội âm nhạc ở nhiều quốc gia. Ngoài ra, một album trực tiếp được thu âm từ chuyến lưu diễn Attention: Miley Live, cũng được phát hành.

## Danh sách bài hát
| Bản tiêu chuẩn   | Bản tiêu chuẩn                            | Bản tiêu chuẩn                                                                                         | Bản tiêu chuẩn                              | Bản tiêu chuẩn |
| STT              | Nhan đề                                   | Sáng tác                                                                                               | Sản xuất                                    | Thời lượng     |
| ---------------- | ----------------------------------------- | --- | ------------------------------------------- | -------------- |
| 1.               | "WTF Do I Know"                           | Miley Cyrus Ryan Tedder Alexandra Tamposi Andrew Watt Louis Bell                                       | Watt Bell                                   | 2:51           |
| 2.               | "Plastic Hearts"                          | Cyrus Tedder Tamposi Watt Bell                                                                         | Watt Bell                                   | 3:25           |
| 3.               | "Angels like You"                         | Cyrus Tedder Tamposi Watt Bell                                                                         | Watt Bell                                   | 3:16           |
| 4.               | "Prisoner" (hợp tác với Dua Lipa)         | Cyrus Lipa Tamposi Michael Pollack Watt Jordan K. Johnson Stefan Johnson Marcus Lomax Jonathan Bellion | Watt The Monsters & Strangerz Bellion [a]   | 2:49           |
| 5.               | "Gimme What I Want"                       | Cyrus Majid Al-Maskati Tamposi Watt Bell                                                               | Watt Bell                                   | 2:31           |
| 6.               | "Night Crawling" (hợp tác với Billy Idol) | Cyrus Idol Tedder Pollack Tamposi Watt Nathan Perez Taylor Hawkins                                     | Watt Happy Perez                            | 3:09           |
| 7.               | "Midnight Sky"                            | Cyrus Ilsey Juber Bellion Tamposi Watt Bell                                                            | Watt Bell                                   | 3:43           |
| 8.               | "High"                                    | Cyrus Jennifer Decilveo Caitlyn Smith                                                                  | Mark Ronson Take a Daytrip Andrew Wyatt     | 3:16           |
| 9.               | "Hate Me"                                 | Cyrus Tamposi Watt Bell                                                                                | Watt Bell                                   | 2:37           |
| 10.              | "Bad Karma" (hợp tác với Joan Jett)       | Cyrus Juber                                                                                            | Ronson Kenny Laguna [a] Picard Brothers [a] | 3:08           |
| 11.              | "Never Be Me"                             | Cyrus Juber Ronson                                                                                     | Ronson Brandon Bost [a]                     | 3:35           |
| 12.              | "Golden G String"                         | Cyrus Wyatt                                                                                            | Wyatt Emile Haynie                          | 3:55           |
| Tổng thời lượng: | Tổng thời lượng:                          | Tổng thời lượng:                                                                                       | Tổng thời lượng:                            | 38:15          |

| Track bổ sung bản Nhạc số và LP | Track bổ sung bản Nhạc số và LP                                    | Track bổ sung bản Nhạc số và LP             | Track bổ sung bản Nhạc số và LP | Track bổ sung bản Nhạc số và LP |
| STT                             | Nhan đề                                                            | Sáng tác                                    | Sản xuất                        | Thời lượng                      |
| ------------------------------- | ------------------------------------------------------------------ | ------------------------------------------- | ------------------------------- | ------------------------------- |
| 13.                             | "Edge of Midnight (Midnight Sky Remix)" (hợp tác với Stevie Nicks) | Cyrus Nicks Tamposi Juber Bellion Watt Bell | Watt Bell                       | 3:40                            |
| 14.                             | "Heart of Glass" (Trực tiếp từ iHeart Festival)                    | Chris Stein Debbie Harry                    | Stacy Jones                     | 3:33                            |
| 15.                             | "Zombie" (Trực tiếp từ NIVA Save Our Stage Festival)               | Dolores O'Riordan                           | Jones                           | 4:50                            |
| Tổng thời lượng:                | Tổng thời lượng:                                                   | Tổng thời lượng:                            | Tổng thời lượng:                | 50:18                           |

| Track bổ sung bản tại Nhật | Track bổ sung bản tại Nhật                         | Track bổ sung bản tại Nhật                      | Track bổ sung bản tại Nhật |
| STT                        | Nhan đề                                            | Sáng tác                                        | Thời lượng                 |
| -------------------------- | -------------------------------------------------- | ----------------------------------------------- | -------------------------- |
| 16.                        | "Who Owns My Heart" (Trực tiếp từ iHeart Festival) | Cyrus Antonina Armato Tim James Devrim Karaoglu | 4:16                       |
| Tổng thời lượng:           | Tổng thời lượng:                                   | Tổng thời lượng:                                | 54:37                      |

| Video bổ sung "Backyard Sessions" trên Apple Music | Video bổ sung "Backyard Sessions" trên Apple Music | Video bổ sung "Backyard Sessions" trên Apple Music | Video bổ sung "Backyard Sessions" trên Apple Music | Video bổ sung "Backyard Sessions" trên Apple Music |
| STT                                                | Nhan đề                                            | Sáng tác                                           | Sản xuất                                           | Thời lượng                                         |
| -------------------------------------------------- | -------------------------------------------------- | -------------------------------------------------- | -------------------------------------------------- | -------------------------------------------------- |
| 16.                                                | "High" (Backyard Sessions)                         | Cyrus Decilveo Smith                               | Ronson                                             | 3:18                                               |
| 17.                                                | "Plastic Hearts" (Backyard Sessions)               | Cyrus Tedder Tamposi Watt Bell                     | Watt Bell                                          | 3:22                                               |
| 18.                                                | "Golden G String" (Backyard Sessions)              | Cyrus Wyatt                                        | Wyatt                                              | 3:53                                               |
| 19.                                                | "Angels like You" (Backyard Sessions)              | Cyrus Tedder Tamposi Watt Bell                     | Watt Bell                                          | 3:17                                               |
| Tổng thời lượng:                                   | Tổng thời lượng:                                   | Tổng thời lượng:                                   | Tổng thời lượng:                                   | 64:08                                              |

Ghi chú
- ^[a]  nghĩa là sản xuất bổ sung

## Xếp hạng
| Bảng xếp hạng (2020–2021)                | Vị trí cao nhất |
| ---------------------------------------- | --------------- |
| Album Argentina (CAPIF)                  | 8               |
| Album Úc (ARIA)                          | 3               |
| Album Áo (Ö3 Austria)                    | 8               |
| Album Bỉ (Ultratop Vlaanderen)           | 7               |
| Album Bỉ (Ultratop Wallonie)             | 9               |
| Album Canada (Billboard)                 | 1               |
| Album Cộng hòa Séc (ČNS IFPI)            | 14              |
| Album Đan Mạch (Hitlisten)               | 16              |
| Album Hà Lan (Album Top 100)             | 9               |
| Album Phần Lan (Suomen virallinen lista) | 7               |
| Album Pháp (SNEP)                        | 42              |
| Album Đức (Offizielle Top 100)           | 15              |
| Album Hy Lạp (IFPI)                      | 47              |
| Album Hungaria (MAHASZ)                  | 35              |
| Album Ireland (OCC)                      | 3               |
| Album Ý (FIMI)                           | 9               |
| Album Lithuania (AGATA)                  | 3               |
| Album New Zealand (RMNZ)                 | 2               |
| Album Na Uy (VG-lista)                   | 5               |
| Album Ba Lan (ZPAV)                      | 11              |
| Album Bồ Đào Nha (AFP)                   | 9               |
| Album Scotland (OCC)                     | 5               |
| Album Slovakia (ČNS IFPI)                | 18              |
| Album Tây Ban Nha (PROMUSICAE)           | 4               |
| Album Thụy Điển (Sverigetopplistan)      | 12              |
| Album Thụy Sĩ (Schweizer Hitparade)      | 4               |
| Album Anh Quốc (OCC)                     | 4               |
| Album Hoa Kỳ Billboard 200               | 2               |
| Album Hoa Kỳ Top Rock (Billboard)        | 1               |

| Bảng xếp hạng (2020)                | Vị trí |
| ----------------------------------- | ------ |
| Album Tây Ban Nha (PROMUSICAE)      | 94     |
| Bảng xếp hạng (2021)                | Vị trí |
| Album Úc (ARIA)                     | 61     |
| Album Bỉ (Ultratop Flanders)        | 108    |
| Album Đan Mạch (Hitlisten)          | 77     |
| Album Hà Lan (Album Top 100)        | 76     |
| Album New Zealand (RMNZ)            | 38     |
| Album Tây Ban Nha (PROMUSICAE)      | 72     |
| Album Thụy Điển (Sverigetopplistan) | 71     |
| Album Anh Quốc (OCC)                | 99     |
| Hoa Kỳ Billboard 200                | 104    |
| Hoa Kỳ Top Rock Albums (Billboard)  | 12     |

## Chứng nhận
| Quốc gia                                                                                             | Chứng nhận  | Số đơn vị/doanh số chứng nhận |
| --- | ----------- | ----------------------------- |
| Úc (ARIA)                                                                                            | Vàng        | 35.000‡                       |
| Brasil (Pro-Música Brasil)                                                                           | 3× Bạch kim | 120.000‡                      |
| Đan Mạch (IFPI Đan Mạch)                                                                             | Bạch kim    | 20.000‡                       |
| Ý (FIMI)                                                                                             | Vàng        | 25.000‡                       |
| New Zealand (RMNZ)                                                                                   | Vàng        | 7.500‡                        |
| Na Uy (IFPI)                                                                                         | Vàng        | 10.000*                       |
| Ba Lan (ZPAV)                                                                                        | 2× Bạch kim | 40.000‡                       |
| Tây Ban Nha (PROMUSICAE)                                                                             | Vàng        | 20.000‡                       |
| Thụy Sĩ (IFPI)                                                                                       | Vàng        | 10.000‡                       |
| Anh Quốc (BPI)                                                                                       | Vàng        | 100.000‡                      |
| * Chứng nhận dựa theo doanh số tiêu thụ. ‡ Chứng nhận dựa theo doanh số tiêu thụ và phát trực tuyến. |             |                               |

## Lịch sử phát hành
| Khu vực  | Ngày              | Định dạng                      | Hãng đĩa   | Ct            |
| -------- | ----------------- | ------------------------------ | ---------- | ------------- |
| Nhiều    | 27 tháng 11, 2020 | CD Tải nhạc số phát trực tuyến | RCA        | [ 57 ] [ 58 ] |
| Nhật Bản | 16 tháng 12, 2020 | CD                             | Sony Music | [ 59 ] [ 60 ] |
| Nhiều    | 23 tháng 7, 2021  | LP                             | RCA        | [ 61 ] [ 62 ] |